# Niafunké
Niafunké – miejscowość w Mali, nad Nigrem; 6 800 mieszkańców (2006), w regionie Timbuktu. 
Przemysł spożywczy, włókienniczy.
Niafunké to rodzinna wieś Alego Farki Touré, legendarnego gitarzysty i blusemana oraz tytuł jego płyty z 1999. 